# Parque Chas (Buenos Aires)
Parque Chas é um dos 48 bairros em que está dividida a cidade argentina de Buenos Aires. É o último bairro a se formar, já que sua formação foi aprovada pela Legislatura da Cidade de Buenos Aires em 6 de dezembro de 2005 através da Lei Nº 1907/06. Apesar de anteriormente ter sido um bairro, em 1976 o intendente de facto Osvaldo Cacciatore durante o chamado Processo de Reorganização Nacional da Argentina lhe tirou esse status. Devido a sua recente formação, ainda não existem dados demográficos oficiais do bairro.
A principal característica e traço de identidade do bairro é a existência, em seu centro histórico, de uma série de ruas circulares com nomes de cidades europeias que lhe deram fama de ser um verdadeiro labirinto. Entre os nomes elegidos encontram-se, por exemplo, Giniebra, Cádiz, Dublín, Londres, Berlín, Atenas, Nápoles, Turín, Moscú, Belgrado ou Hamburgo.
Existe uma diagonal que corta alguma destas ruas: Antigamente se chamou Doctor Vicente Chas (plano Bemporat 1931/32), logo mudou pela La Internacional (Regulamentação Nº 5208/1933, B.M. Nº 3.483-4), e desde o ano 1942 é denominada General Benjamín Victorica (Regulamentação Nº 13.947 - B.M Nº 6744).